# Centro de Investigación Ames

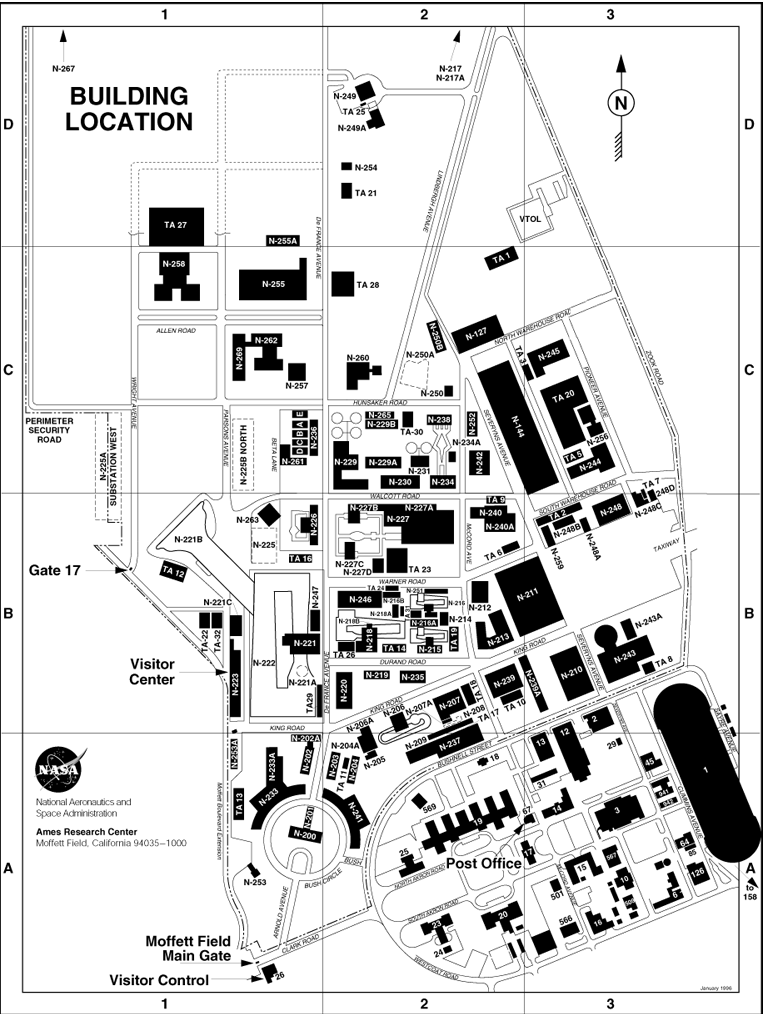
Mapa del Centro de Investigación Ames

El Centro de Investigación Ames (ARC, por sus siglas en inglés: Ames Research Center), es un centro de investigaciones de la NASA (National Aeronautics and Space Administration). Nombrado así por Joseph Sweetman Ames y fundado el 20 de diciembre de 1939, como segundo laboratorio de la disuelta agencia NACA (National Advisory Committee for Aeronautics). El ARC se adjuntó a la NASA en 1958.
El centro Ames fue fundado para participar en pruebas de la aerodinámica de las hélices de los aviones en un túnel de viento, sin embargo, su papel se ha desarrollado para abarcar también los vuelos espaciales y tecnologías de la información. El centro Ames juega un papel importante en muchas de las misiones de la NASA en apoyando los programas espaciales y aeronáuticos de los Estados Unidos. Proporciona liderazgo en la astrobiología; pequeños satélites; exploración lunar robótica, la búsqueda de planetas habitables; supercomputación; sistemas inteligentes o adaptativos; protección térmica avanzada, y la astronomía espacial. Además desarrolla herramientas usadas por misiones de la NASA para obtener mayores beneficios para su socios de una manera más segura y eficiente. La organización en el centro de misiones de muchas misiones clave actuales: El satélite Kepler, el Satélite de detección y observación de cráteres lunares (LCROSS por sus siglas en inglés), observatorio estratosférico para astronomía infrarroja (SOFIA, por sus siglas en inglés), la Interfaz espectrográfica de imágenes por región (IRIS, por sus siglas en inglés), y una contribución en la nueva exploración enfocada en el vehículo tripulado de exploración Orión.

## Misiones
Aunque es un centro de investigación y no un centro de vuelo, ha estado involucrado en un gran número de misiones astronómicas y espaciales.
Ocho de la misiones espaciales del programa Pioneer de 1965 a 1978 fueron administradas por Charles Hall en el centro Ames, encaminado inicialmente dentro del sistema solar.  En 1972, apoyó las misiones de sobrevuelo a Júpiter y Saturno en las misiones Pioneer 10 y Pioneer 11. Esas dos misiones prepararon el camino para las misiones más complejas Voyager 1 y Voyager 2, lanzadas 5 años después.
El Lunar Prospector fue la tercera misión seleccionada por la NASA para su desarrollo completo y construcción como parte del programa Discovery. Con un costo de 62.8 millones de dólares, la misión de 19 meses se puso en órbita polar lunar, realizando un mapeo de la composición de la superficie y posibles depósitos de hielo polar, medición de campo magnético y gravitacional, y el estudio de los fenómenos de desgasificación lunares. Basándose en datos del espectrómetro de neutrones lunar, misiones científicas han determinado que hay de hecho agua congelada en los cráteres polares de la luna.
La misión terminó el 31 de julio de 1999 cuando el Lunar Prospector fue guiado hacia un cráter cerca del polo sur lunar en un fallido intento de analizar el agua polar lunar vaporizándola para permitir caracterización espectroscópica desde telescopios terrestres.
El satélite Genesat 1 de 5 kilogramos, cargado de bacterias dentro de un laboratorio miniatura, fue lanzado el 16 de diciembre de 2006.

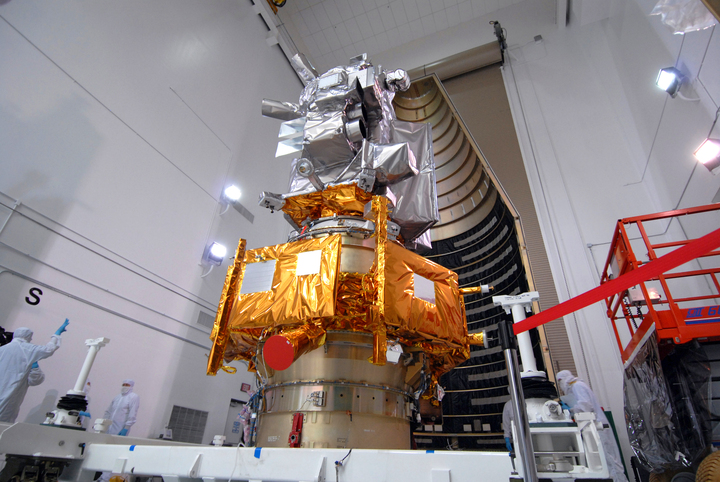
Sonda LCROSS siendo preparada para su lanzamiento

El Satélite de detección y observación de cráteres lunares (LCROSS), misión enfocada en la búsqueda de agua en la luna, era nave espacial de carga secundaria. El LCROSS inició su viaje a la luna al mismo cohete que el Lunar Reconnaissance Orbiter (LRO), con distintas objetivos en la luna. Fue lanzado en abril de 2009 en un cohete Atlas V desde el centro espacial Kennedy, en Florida.
La misión Kepler fue la primera misión de la NASA capaz de encontrar planetas de tamaño similar a la Tierra o menores. La misión Kepler monitorearía el brillo de las estrellas para encontrar planetas al atravesarse frente a ellos durante su movimiento de traslación, ya que al pasar o 'transitar' frente a la estrella el plante haría que esta disminuya su brillo.
El Stratospheric Observatory for Infrared Astronomy (SOFIA), es una proyecto conjunto de las agencias espaciales NASA (Estados Unidos) y DLR (Alemania), para crear una plataforma infrarroja que pueda volar a altitudes suficientemente altas para estar en el rango invisible del vapor de agua de la atmósfera terrestre. La nave fue proporcionada por los Estados Unidos y el telescopio infrarrojo por Alemania.
La misión IRIS se desarrolló en sociedad con el laboratorio solar y astrofísico Lockheed Martin para entender los sucesos en el límite entre el cromósfera del sol y la corona solar. La misión fue auspiciada por la NASA.
La misión LADEE (Lunar Atmosphere Dust Environment Explorer), desarrollada por la NASA, fue lanzada a la luna el 6 de septiembre de 2013.
Además, Ames ha jugado un rol importante en un gran número de misiones, más notablemente en las misiones de exploración de Marte: Mars Pathfinder y Rover, donde el Ames fue una pieza clave.

## División de sistemas de aviación
La división de sistemas de aviación conduce la investigación y desarrollo en dos áreas primarias: administración de tráfico aéreo y simuladores de vuelo de alta fidelidad.
En cuanto a la administración de tráfico aéreo, los investigadores están creando y probando diseños que permitan manejar más de tres veces la cantidad de naves actuales. La automatización y atención de protocolos de seguridad son las claves para el desarrollo de estas. Históricamente, la división ha desarrollado productos que han sido consecuentemente implementados para los vuelos comerciales.
Para la simulación de vuelos de alta fidelidad,  la división opera el simulador de vuelo más grande del mundo, y un simulador de torre de control de tráfico aéreo panorámica. Esos simuladores han sido usados para una variedad de propósitos, incluyendo en entrenamiento constante de pilotos de lanzamientos espaciales, desarrollo de naves espaciales futuras, pruebas de sistemas de control de helicópteros, y evaluación de accidentes.

## Tecnologías de información

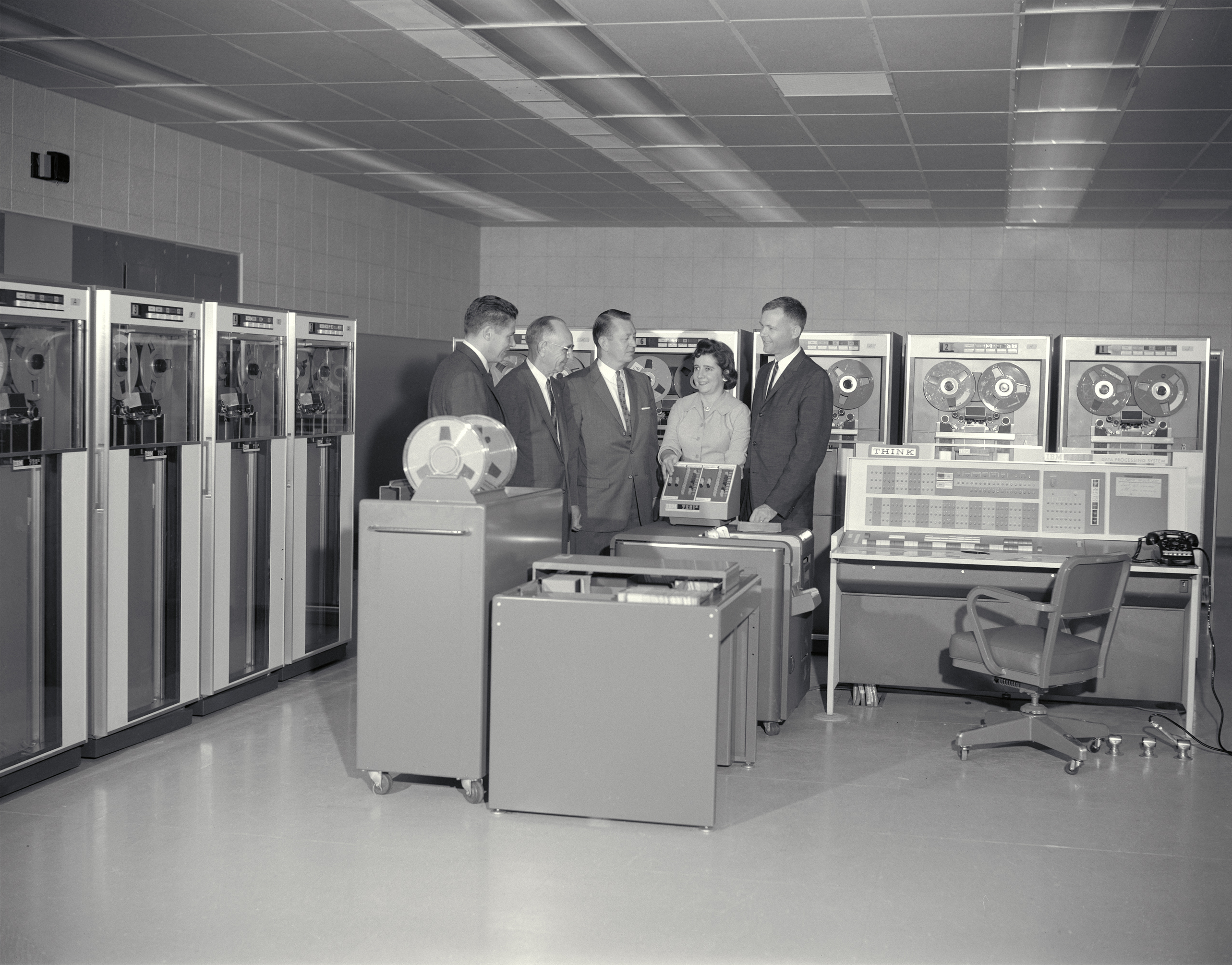
IBM 7090 Computadora mainframe, en el centro Ames en 1961.

Ames es la sede de importantes departamentos de la NASA de investigación y desarrollo en supercomputación avanzada, Human Factors, e Inteligencia Artificial.
Estas organizaciones de investigación y desarrollo dan soporte a los esfuerzos de la exploraciones de la NASA, así como a la operación continua de la Estación Espacial Internacional (ISS) y los trabajos de ciencia espacial y aeronáutica de la NASA.
La división de sistemas inteligentes es la división líder en el desarrollo avanzado de software y sistemas inteligentes para todas las direcciones de misiones de la NASA. Esta división provee de conocimientos a las áreas de aeronáutica, a misiones espaciales, a la Estación Espacial Internacional y al proyecto Orión (CEV)).
El primer proyecto de Inteligencia Artificial (IA) en el espacio (Deep Space 1) fue desarrollado por Code TI, como lo fue el software MAPGEN, que diario realiza planos de las actividades del Mars Exploration Rover, el mismo razonamiento del código es usado para ensamblar la operación del Phoenix Lander, y el sistema de administración de planeación de los paneles solares de la ISS. Completando el ámbito de actividades de Code TI se encuentran la gestión del sistema integrado para el mantenimiento del buen estado de los giroscopios de control de momento de la ISS, varios sistemas colaborativos con herramientas de búsquedas semánticas y una sólida ingeniería de programas.
La División de sistemas de integración humana trabaja en el desarrollo y operación de sistemas aeroespaciales complejos, con diseños centrados en humanos, así como experimentos relacionados con la interacción humano-autómata, para realizar así mejoras dramáticas en seguridad, eficiencia y éxito de las misiones. Por décadas, la división de sistemas de integración humana ha estado a la vanguardia de la investigación aeroespacial humana. La división alberga más de 100 investigadores, y contratistas, además del equipo de administración.
El centro Ames opera una de las supercomputadoras más rápidas del mundo, la Pleiades, que está programada para alcanzar los 10 petaflops.
En septiembre de 2009, Ames lanzó la plataforma Nebula, como una plataforma de cómputo en la nube más rápida y potente, capaz de manejar conjuntos de datos masivos para cumplir con los requerimientos de seguridad. Esta innovación emplea componentes de open-source, cumple con FISMA y puede ser escalada al nivel de demanda de gobierno, siendo además muy eficiente en cuanto al uso de energía.

## Procesamiento de imágenes
El centro Ames de la NASA fue el primer lugar en el mundo en realizar el procesamiento de imágenes aéreas tomadas desde un satélite. Algunas de las técnicas pioneras de resaltado de contrastes, que utilizaban análisis Fourier, fueron desarrolladas en el centro Ames en conjunto con investigadores de la corporación ESL (Electromagnetic Systems Laboratory), de Palo Alto, California.

## Túneles de viento

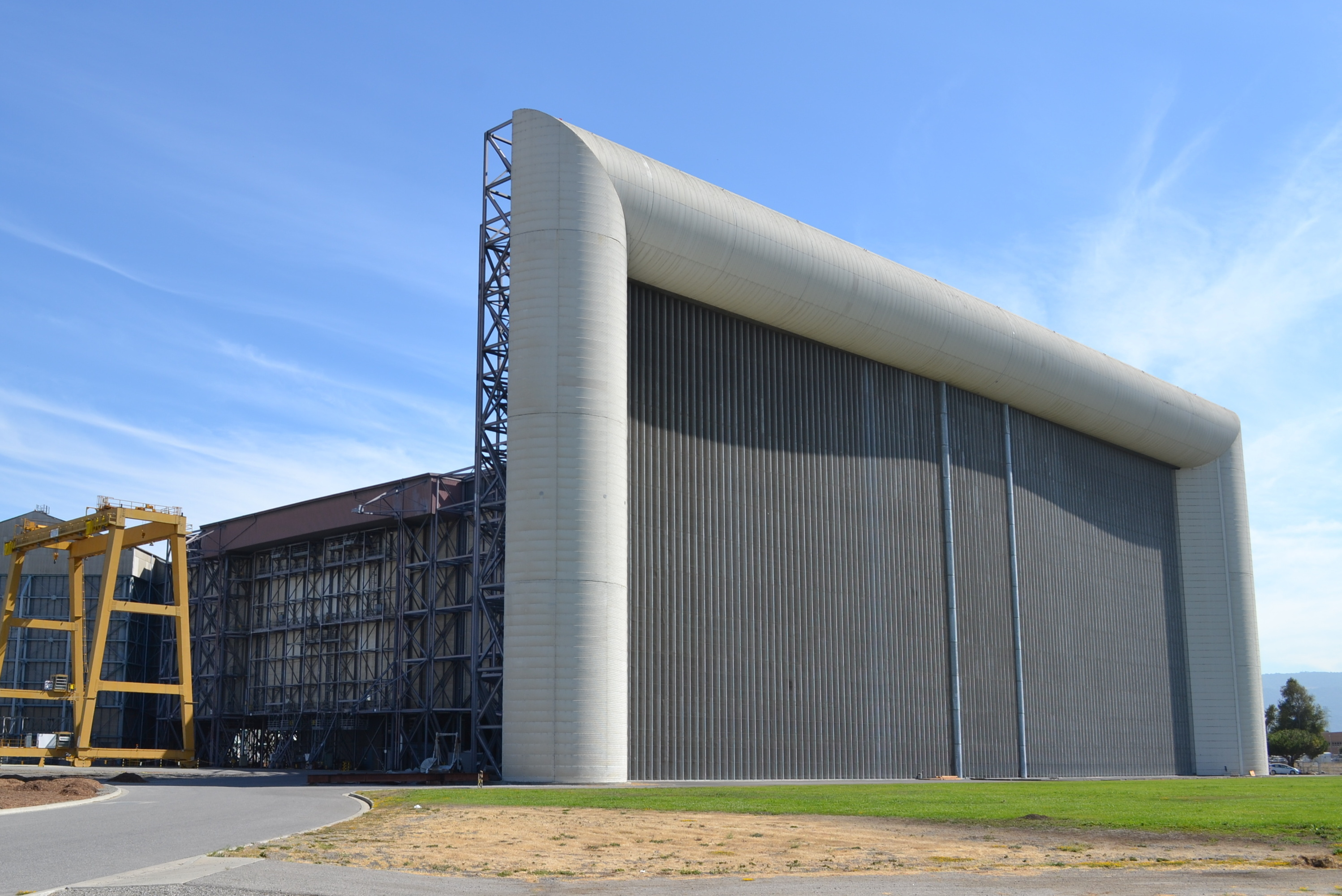
Túnel de viento más grande del mundo, localizado en el centro de investigación Ames.

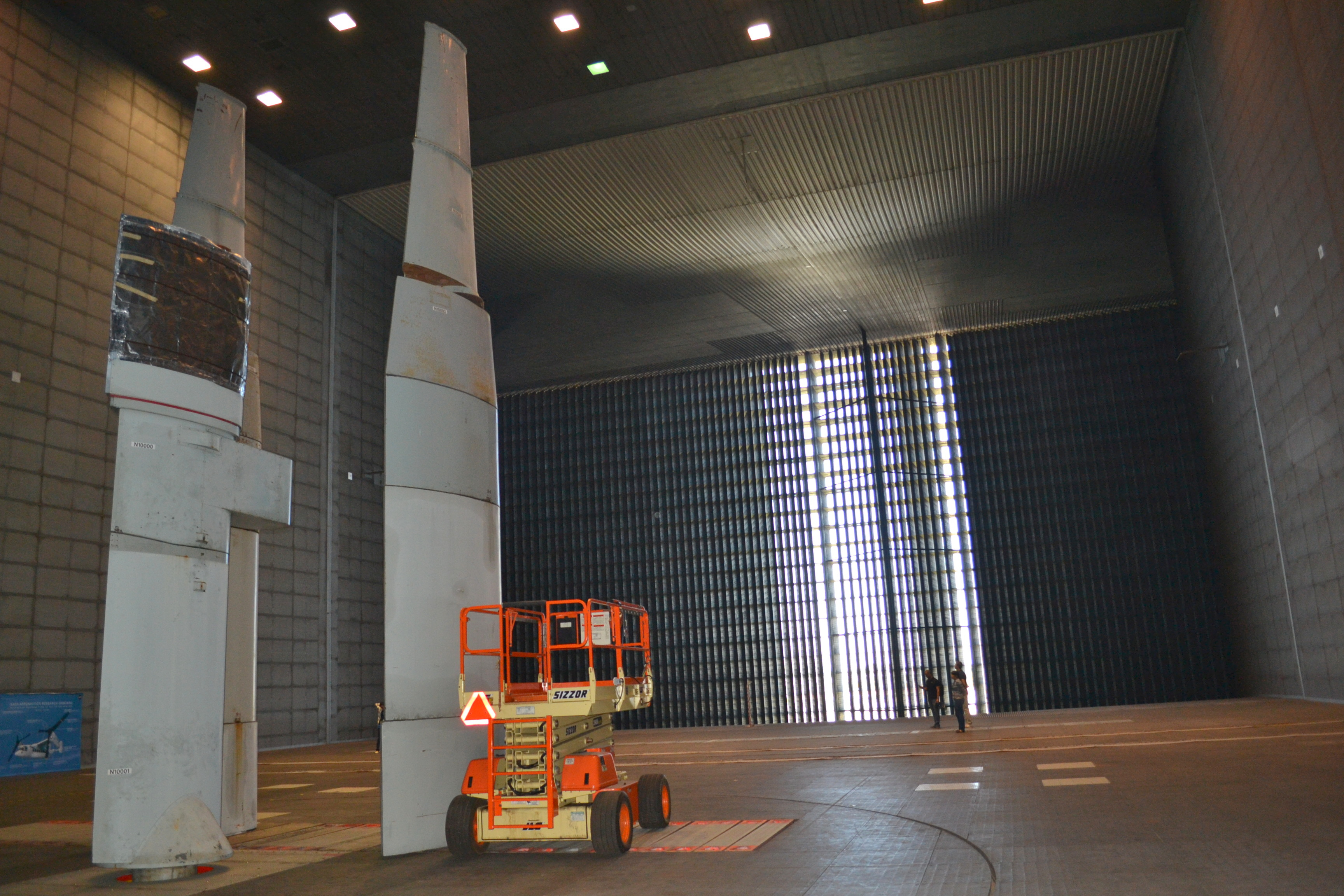
Interior del túnel de viento.

Los túneles de viento del centro Ames son conocidos no solo por su gran tamaño, sino también por sus diversas características que permiten varios tipos de investigaciones científicas y de ingeniería.

### Túnel de viento de plan unitario del ARC
El túnel de viento de plan unitario del ARC (UPWT, por sus siglas en inglés de: Unitary Plan Wind Tunnel), fue terminado en 1956 con un costo de 27 millones de dólares. Desde su terminación, las instalaciones del UPWT ha sido el túnel de viento más usado por la NASA.
Los principales transportes comerciales y casi cada jet militar construido en los Estados Unidos durante los últimos 40 años han sido probado en estas instalaciones.
Modelos de las naves Mercury, Gemini, y el cohéte Apolo fueron probadas también en este túnel.

### National Full-Scale Aerodynamics Complex(NFAC)

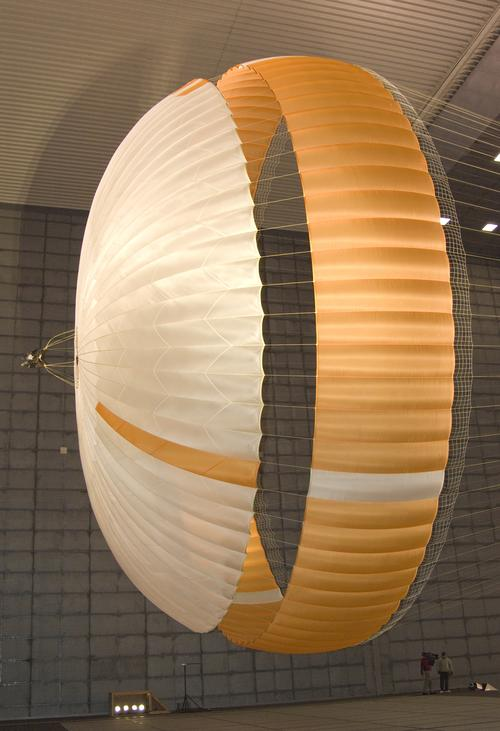
El paracaídas de aterrizaje del Mars Science Laboratory siendo probado en el túnel de viento. Se pueden apreciar personas en la esquina inferior derecha de la imagen.

El centro Ames también alberga el túnel de viento más grande del mundo, parte del National Full-Scale Aerodynamic Complex (NFAC): Es lo suficientemente largo para probar aviones es su tamaño original, en vez de modelos a escala.
Este túnel de viento fue construido en los años 1940 y es usado para dar soporte a programas de investigaciones sobre aerodinámica, dinámica, modelos de ruido y naves aéreas de gran escala así como sus componentes. Las características aerodinámicas de nuevas configuración son investigadas con la finalidad de validar métodos computacionales. Se exploran los límites de estabilidad mecánicas de helicópteros y las interacciones avanzadas del fuselaje. Se determina la estabilidad y control, incluyendo características estáticas y dinámicas de las configuraciones para las nuevas naves. Se determinan las características acústicas de la mayoría de los vehículos de gran escala, así como también se realizan investigaciones destinadas a descubrir y reducir las fuentes de ruido aerodinámico. Además de los métodos tradicionales de medición (equilibrio, presión temperatura), la técnica, la instrumentación, ayudan a determinar la dirección y velocidad del flujo dentro y fuera de la superficie de los modelos o naves en la investigación. El túnel de viento es usado para determinar las características aerodinámicas a bajas y medias velocidades de las naves de alto rendimiento, rotores y alas reparadas.
Una sección de 80 por 120 pies es capaz de probar un Boeing 737 completo a velocidades de viento arriba de 190 kilómetros por hora.
Desde que la NASA dejó de usarlo en el año 2003, el NFAC es operado por la Fuerza Aérea de los Estados Unidos como una instalación del centro de desarrollo de ingeniería Arnold (AEDC).

## Arc Jet Complex
El complejo de flujo en arco del centro Ames (Arc Jet Complex) cuenta con 7 secciones de pruebas. Cuatro de ellas contienen flujos en arco de configuraciones distintas, servidos por un mismo equipo de soporte para estas instalaciones:
- Instalaciones de calentamiento aerodinámico (Aerodynamic Heating Facility, AHF).
- Tuvo de flujo de turbulencia (Turbulent Flow Duct, TFD).
- Instalaciones de prueba de paneles (Panel Test Facility, PTF).
- Instalaciones de interacción del calentamiento (Interaction Heating Facility, IHF).

Los equipos de soporte incluyen dos generadores de corriente directa, un sistema de vacío e inyección de vapor, un sistema de enfriamiento de agua, sistema de gases a alta presión y sistemas de obtención de datos, entre otros sistemas auxiliares.
La magnitud y capacidad de esos sistemas hacen del Arc Jet Complex un complejo único en el mundo. El generador de mayor capacidad puede proveer 75 megavatios (MW) durante 30 minutos o 150 MW durante 15 segundos. Esta capacidad, en combinación con un gran sistema de vacío e inyección de vapor de 5 etapas, permite la operación de las instalaciones para igualar las condiciones atmosféricas de vuelos a gran altitud. El conjunto de instalaciones termofísicas opera cuatro instalaciones de flujo de arco. Las instalaciones de interacción del calentamiento (IHF), con una capacidad de 60 MW disponibles, es uno de los arcos con mayor energía disponible. Son instalaciones con mucha flexibilidad operativa, capaces de funcionar durante periodos de más de una hora.

## Range Complex

### Campo de tiro vertical
El campo de tiro vertical del centro Ames (AVGR, por sus siglas en inglés), fue diseñado para conducir estudios científicos de los procesos de impacto lunar en apoyo a las misiones del Apolo. En 1979, se estableció como instalación nacional, fundada en el programa de geología y geofísica planetaria de la NASA. En 1995, las necesidades científicas se incrementaron en varias disciplinas resultando en la unión de tres programas de ciencia de la NASA: Geología, Exobiología y Orígenes del Sistema Solar. Además el AVGR provee de soporte a varias misiones como Stardust, o Deep Impact.
El AVGR puede lanzar proyectiles a velocidades de 500 a 7000 metros por segundo. Variando el ángulo de elevación respecto a la cámara de vacío de destino, es posible crear impactos de 0° a 90° en relación con el vector gravitacional. Esta característica única es importante en el estudio del proceso de formación de cráteres.
El objetivo es una cámara de aproximadamente 2.5 metros de diámetro, y puede contener una gran variedad de texturas, puede mantener niveles de vacío muy bajos, o puede ser llenado con diferentes gases para simular la atmósfera de diferentes planetas. Los impactos son normalmente grabados en un video de alta velocidad o con un velocímetro de partículas.

### Campo de vuelo libre a hipervelocidad

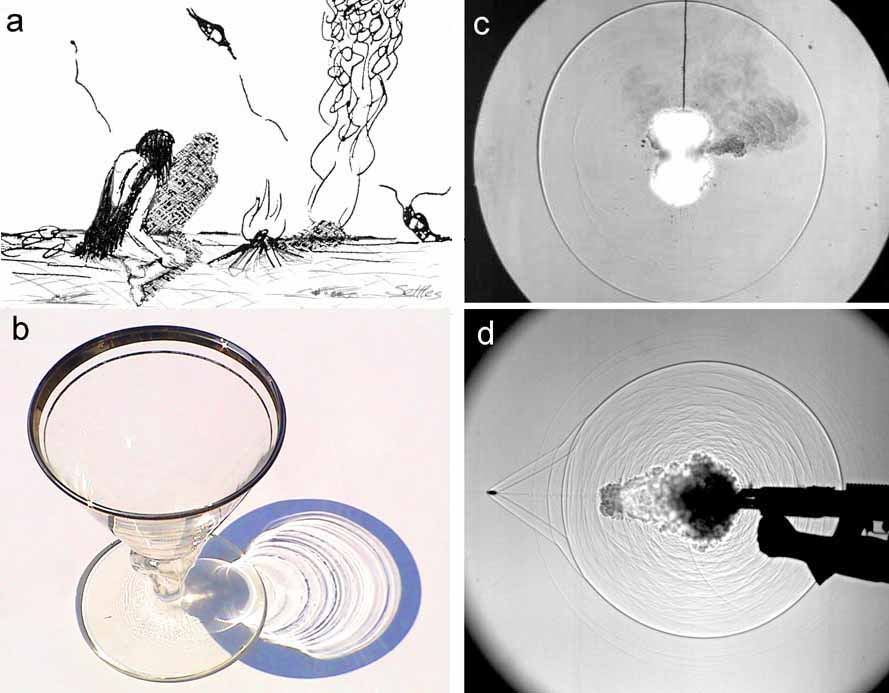
Ejemplo de gráficos de sombras.

El campo de vuelo libre de hipervelocidad (HFF, por sus siglas en inglés, Hypervelocity Free-Flight) comprende dos instalaciones activas: las instalaciones de aerodinámica (HFFAF) y las de desarrollo de armas (HFFGDF). Las instalaciones del HFFAF combina un campo de balística y un túnel de viento de manejo de pruebas de impacto. Su principal propósito es examinar las características aerodinámicas y detalles de estructura, campos de flujo de modelo aerobalísticos de vuelo libre.
Las instalaciones del HFFAF incluyen una sección de pruebas equipada con 16 estaciones de revisión de gráficos de sombras. Cada estación puede ser usada para comparar pares de imágenes ortogonales de un modelo de hipervelocidad durante un vuelo. Esas imágenes combinadas con el historial de grabaciones de vuelo, pueden ser usadas para obtener parámetros aerodinámicos críticos, como los son la sustentabilidad, resistencia, estabilidad, flujo y coeficientes de momento. Para simulaciones de velocidades por encima de las 25 Machs, pueden ser lanzados dentro de un contador de esquinas en el flujo generado en el tubo de impacto. Las instalaciones pueden ser configuradas para pruebas de impacto a hipervelocidad, también con capacidades aerotermodinámicas. Las instalaciones del HFFAF fue configurado para operar la pistola de gas de luz de 1.5 pulgadas, para ayudar en la toma continua de imágenes térmicas así como de las investigaciones transitivas para el programa hipersónico de la NASA.
Las instalaciones de desarrollo de armas (HFFGDF), es usado para estudios de mejoras en el rendimiento de armas, y de vez en cuando en pruebas de impactos. Las instalaciones usan el mismo arsenal de pistolas gas de luz y polvo como en el HFFAF para acelerar partículas de 3.2 a 25.4 milímetros a velocidades de 0.5 a 8.5 kilómetros por segundo. La mayoría de las investigaciones se centran en configuraciones para entrada en la atmósfera terrestre, diseños para misiones de entrada a otros planetas y configuraciones de frenado aéreo. Las instalaciones han sido usadas también para estudios de propulsión de scramjet y estudios de impacto de basura espacial. El 2004, las instalaciones fueron usadas para pruebas de escombros dinámicos suaves, para ayudar al regreso a la tierra. Desde marzo del 2007, el HFFGDF ha sido reconfigurado para operar una pistola de gas frío para la aerodinámica de cápsulas espaciales subsónicas.

### Tubo de choque en arco eléctrico
Las instalaciones del tubo de choque en arco eléctrico (EAST, por sus siglas en inglés, Electric Arc Shock Tube) son usadas para investigar los efectos de la radiación y la ionización que ocurren durante la entrada atmosféricas a alta velocidad. También puede proporcionar simulaciones de chorro de aire a una presión atmosférica igual que la tierra o mayor.  

## Educación

### Centro de exploración Ames

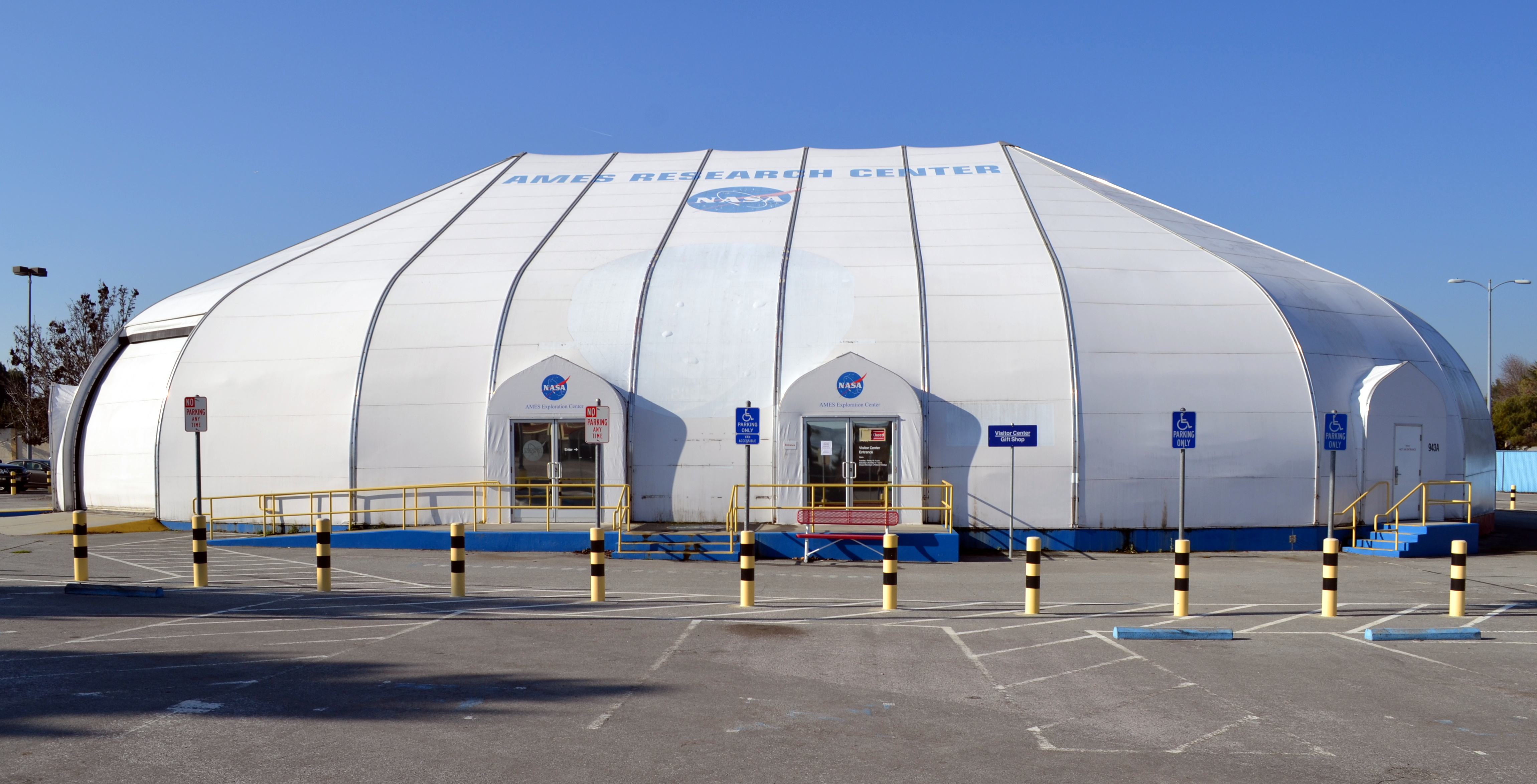
Centro de exploración Ames

El centro de exploración Ames es un museo de ciencia y centro de educación de la NASA. Hay pantallas y exhibiciones interactivas sobre la tecnología, misiones y exploraciones espaciales de la NASA. Se muestran una roca lunar, un meteorito y otros ejemplares geológicos. Hay un cine donde se muestran películas de exploraciones a Marte y otros planetas, o acerca de contribuciones de los científicos de Ames. Las instalaciones son de entrada libre al público, en horarios de martes a jueves, de 10 de la mañana a 4 de la tarde, y sábados y domingos de 12 del mediodía a 4 de la tarde.

### Proyecto de Alianza Robótica
En 1999, Mark León desarrollo el Proyecto de Educación Robótica (ahora llamado Proyecto de Alianza Robótica) bajo su mentor Dave Lavery, el cual supera la cifra de 100 000 estudiantes a lo largo de los Estados Unidos, usando las competencias Robótica FIRST y Botball. El proyecto FIRST organiza la FIRST Robotics Competition. Participando inicialmente con el equipo masculino The Cheessy Poofs, de la escuela Bellarmine High School, de San José (California). En el 2006, se fundó el equipo femenino The Space Cookies, en colaboración con las Girl Scouts. En el 20012 se unió al proyecto el equipo Spartan Robotics de la Mountan View High School. Los tres equipos han ganado competencias regionales, y les llaman los equipos 'locales.
La misión del proyecto es "crear un recurso humano, técnico y programático de capacidades en robótica, que permita la implementación de misiones de exploración espacial robóticas".

## Acontecimientos
Aunque la administración del presidente de los Estados Unidos George W. Bush aumentó ligeramente los fondos para las investigaciones de la NASA, un reajuste en las prioridades de investigación dio lugar a un importante número de despidos en Ames.
El 22 de octubre de 2006, la NASA abrió el Centro Carl Sagan para el Estudio de la Vida en el Cosmos. El centro continuó el trabajo con el que se había comprometido Carl Sagan, entre ellos el de búsqueda de inteligencia extraterrestre.

## Asociaciones público-privadas

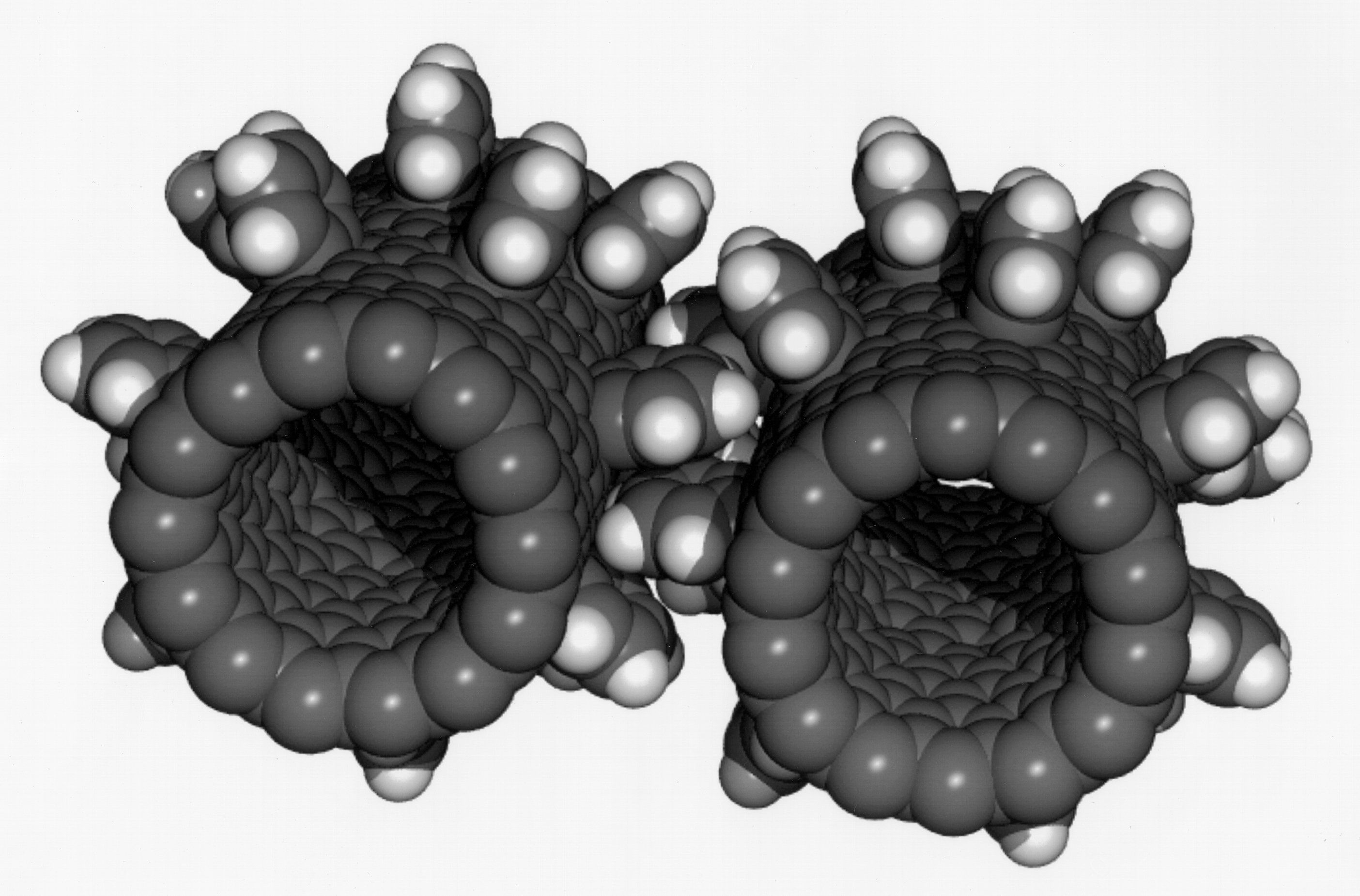
División de Sistemas de Simulación Aeroespacial Numérica (NAS)

El gobierno federal de los Estados Unidos ha reasignado partes de las instalaciones, así como personal, a la ayuda de la industria de investigación y educación del sector privado.
Hewlett-Packard se convirtió en la primera corporación en afiliarse al nuevo instituto de investigación y desarrollo Bio-Info-Nano (BIN-RDI, de Bio-Info-Nano Research and Development Institute), un proyecto colaborativo iniciado por la Universidad de California en Santa Cruz y la NASA, establecidos en el centro Ames. Este instituto se especializa en la creación de avances científicos mediante la convergencia de biotecnología, tecnologías de información y nanotecnología.
La Universidad de la Singularidad hospeda su programa de liderazgo y educación en estas instalaciones. La compañía KleenSpeed Technologies tienes sus oficinas administrativas en el centro Ames.

### Google
El 28 de septiembre de 2005, tanto Google como el centro de investigación Ames revelaron detalles de una alianza de investigación. Además de reunir ingenieros talentosos, Google planeaba la construcción de un campus en el centro Ames.
El 4 de junio de 2008, Google anunció que había alquilado un gran terreno de la NASA en Moffett Field, para usarlo como espacio de oficinas y viviendas para sus empleados.
Las oficinas del nuevo proyecto de Google Googleplex iniciaron su construcción en 2013, con el plan de ser inauguradas en el 2015. Lo llaman "vista a la bahía", ya que tendrá vista hacia la Bahía de San Francisco.
En mayo de 2013, Google Inc anunció que lanzaría el Laboratorio Inteligente Artificial Cuántico, y que sería hospedado en el centro Ames. El laboratorio tendría una computadora cuántica de D-Wave System, y la Asociación de Investigación Espacial Universitario invitaría investigadores de todo el mundo. La meta es iniciar un estudio de cómo la computación cuántica podría ayudar en los avances del aprendizaje de las máquinas.

## Miembros notables del personal
- Joseph C. Sharp, (1974-1994)